# Interflug-Vlucht 450
De crash van het Iljoesjin Il-62 in Konings-Wusterhausen was een ernstig luchtvaartongeluk dat plaatsvond op 14 augustus 1972. Het Il-62-vliegtuig van luchtvaartmaatschappij Interflug voerde chartervlucht IF450 uit op de route Berlijn - Boergas, maar 32 minuten na het opstijgen verloor het toestel door brand aan boord de controle en stortte het neer in een bos in de buurt van Königs Wusterhausen. Alle 156 inzittenden kwamen om het leven: 148 passagiers en 8 bemanningsleden.
In 2025 was dit nog steeds de ergste luchtvaartramp in Duitsland.

## Vliegtuig
De Il-62 met staartnummer DM-SEA (fabrieksnummer 00702, serienummer 07-02) werd in 1970 geproduceerd door de Kazan vliegtuigfabriek en werd op 22 april (volgens andere bronnen 21 april) ter ere van de honderdste geboortedag van Vladimir Lenin gedoneerd aan de staatsluchtvaartmaatschappij van de DDR, Interflug, waarvoor het het eerste vliegtuig van dit type werd. Ten tijde van de crash had DM-SEA slechts 3.520 vlieguren.

## Catastrofe
Op 14 augustus voerde dit vliegtuig chartervlucht IF450 uit naar de badplaats Boergas in Bulgarije aan de Zwarte Zee, en in de cabine zaten 148 passagiers - inwoners van de DDR. Om 16:29 vertrok de Il-62 vanaf vliegveld Berlijn-Schönefeld en begon te stijgen. Maar enkele minuten na het opstijgen, toen het vliegtuig Cottbus passeerde (op een afstand van honderd kilometer van Berlijn en op een hoogte van 8900 meter), merkte de bemanning dat er problemen waren met de stabilisator. Om 16:44 uur nam de bemanning contact op met de luchthaven van Berlijn en meldde dat zij van plan waren terug te keren. Om 16:51 uur werd de overtollige brandstof uit het vliegtuig afgetapt om het lichter te maken en het zwaartepunt te verbeteren, en om 16:54 uur begonnen de piloten geleidelijk te dalen.
Al snel ontdekte de bemanning rook in het staartgedeelte, en vervolgens gingen de liften kapot. Om 16:59:25 namen de piloten contact op met de verkeersleider en gaven een noodsignaal af, waarin ze aangaven dat ze de controle over de daling van het vliegtuig waren verloren en dat er brand aan boord was. Het verticale staartvlak van de Il-62, waaraan ook de horizontale liften bevestigd waren, brak af, waarna het vliegtuig zijn stabiliteit verloor en in een steile duikvlucht terechtkwam. Door de enorme aerodynamische overbelasting die ontstond, werd de staartsectie van het vliegtuig afgescheurd en stortte de romp omstreeks 17.01 uur als een raket neer in een bos in Brandenburg, nabij Königs Wusterhausen. Alle 156 inzittenden van het vliegtuig kwamen om het leven. Dit is de grootste vliegtuigramp in de DDR en in heel Duitsland, en ten tijde van de gebeurtenissen was het ook de op één na grootste vliegtuigramp ter wereld.

## Oorzaak
Volgens de Commissie werd de oorzaak van het ongeval veroorzaakt door een lek in het koelsysteem van de motor, waardoor de hete lucht met een temperatuur van 300 ° C de isolatie van de draden begon te vernietigen. Tijdens de noodlottige vlucht werd de isolatie zo beschadigd dat de draden elkaar kortsluitten. Dit veroorzaakte vonken en problemen met het beheersen van de staart. Bovendien werden de slangen van het ontdooiingssysteem door hetzelfde compartiment geleid, waarvan de behuizing ook door hoge temperaturen werd beschadigd. Tijdens deze vlucht ontstond er een lek in werkvloeistof, dat ontstond nadat er vonken in waren gevangen. De temperatuur in het compartiment bereikte 2000 °C, waardoor de bedieningsstaven beschadigd raakten. De brand kon in eerste instantie niet worden gedetecteerd, omdat er geen brandmelders in dit compartiment waren. Tegen de tijd dat de brand de vierde bagageruimte bereikte, was het ontwerp van het vliegtuig al vernietigd. De hooggelegen besturingsarm was snel buiten werking en het ontwerp verzwakte zo sterk dat de verticale stabilisator van het vliegtuig eerst afbrak, en vervolgens het hele staartgedeelte, wat leidde tot een ongecontroleerde val.

## Gevolgen

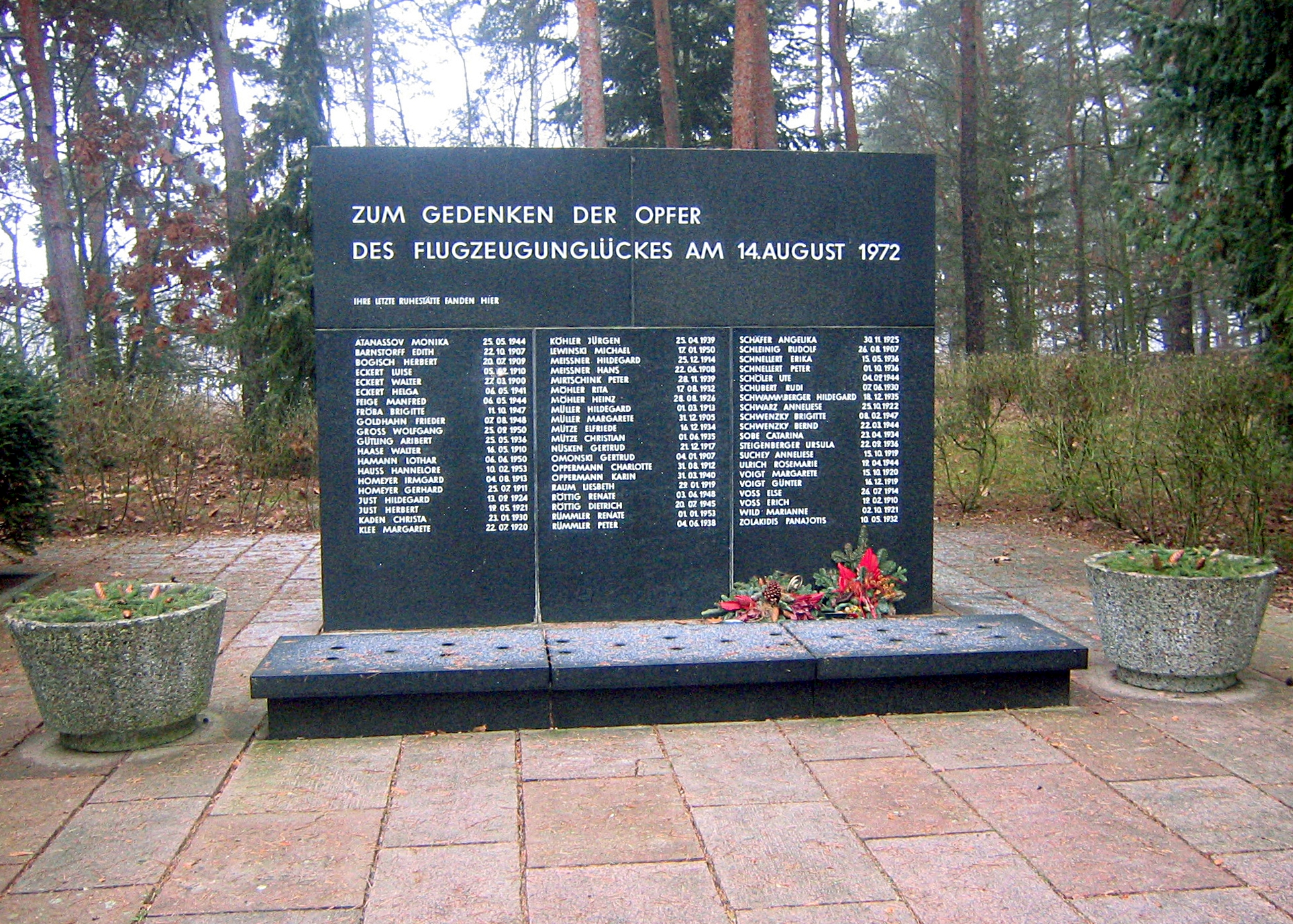
Monument

Na de crash stopte Interflug Airlines met het gebruik van alle IL-62-vliegtuigen totdat de nodige aanpassingen waren voltooid. De Commissie concludeerde dat het lekken van warme lucht uit de airconditioner werd veroorzaakt door ontwerpfouten. In dit verband heeft het Ilyushin Design Bureau onderzoek uitgevoerd waaruit bleek dat de versie van de ontwerpfoute niet werd bevestigd. Er werden echter wijzigingen aangebracht in het ontwerp van het vliegtuig. Er werden onder andere extra rook-en brandmelders en speciale kijkramen geïnstalleerd. Om deze reden vonden er geen andere incidenten plaats.
Op de begraafplaats van de gemeente Wildau staat een stenen stele ter nagedachtenis aan de slachtoffers van de ramp. Het werd opgericht op een massagraf voor 60 slachtoffers, van wie de identiteit niet kon worden vastgesteld. Op de plek van de vliegtuigcrash bevindt zich nu een kleine gedenkplaat.

## Notities
1. 1 2  (en) Aircraft accident Ilyushin 62 DM-SEA Königs Wusterhausen. Aviation Safety Network. Gearchiveerd op 22 april 2013. Geraadpleegd op 14 april 2013.
2. ↑  (de) Stotterndes Geheul. Der Spiegel (21 augustus 1972). Gearchiveerd op 22 april 2013. Geraadpleegd op 14 april 2013.
3. 1 2 3 4 5 6  (de) DM-SEA. Interflug.biz (19 januari 2013). Gearchiveerd op 22 april 2013. Geraadpleegd op 14 april 2013.
4. ↑  (de) Vor einem halben Jahrhundert: Urlaubsflug in den Tod - der Absturz von Interflug 450. Austrian Wings (16 augustus 2022). Gearchiveerd op 27 september 2023. Geraadpleegd op 10 september 2023.
5. ↑  (de) "Mayday! Kurs 90 Grad, unmöglich Höhe zu halten.". www.rbb24.de (14 augustus 2022). Gearchiveerd op 26 september 2023. Geraadpleegd op 10 september 2023.

## Links
- (de) Vor 40 Jahren: Absturz bei Königs Wusterhausen. airliners.de. Gearchiveerd op 22 april 2013. Geraadpleegd op 14 april 2013.
- Sjabloon:Книга